# Thalassodes viridimargo
Thalassodes viridimargo là một loài bướm đêm trong họ Geometridae.